# Espada de Honor de las SS

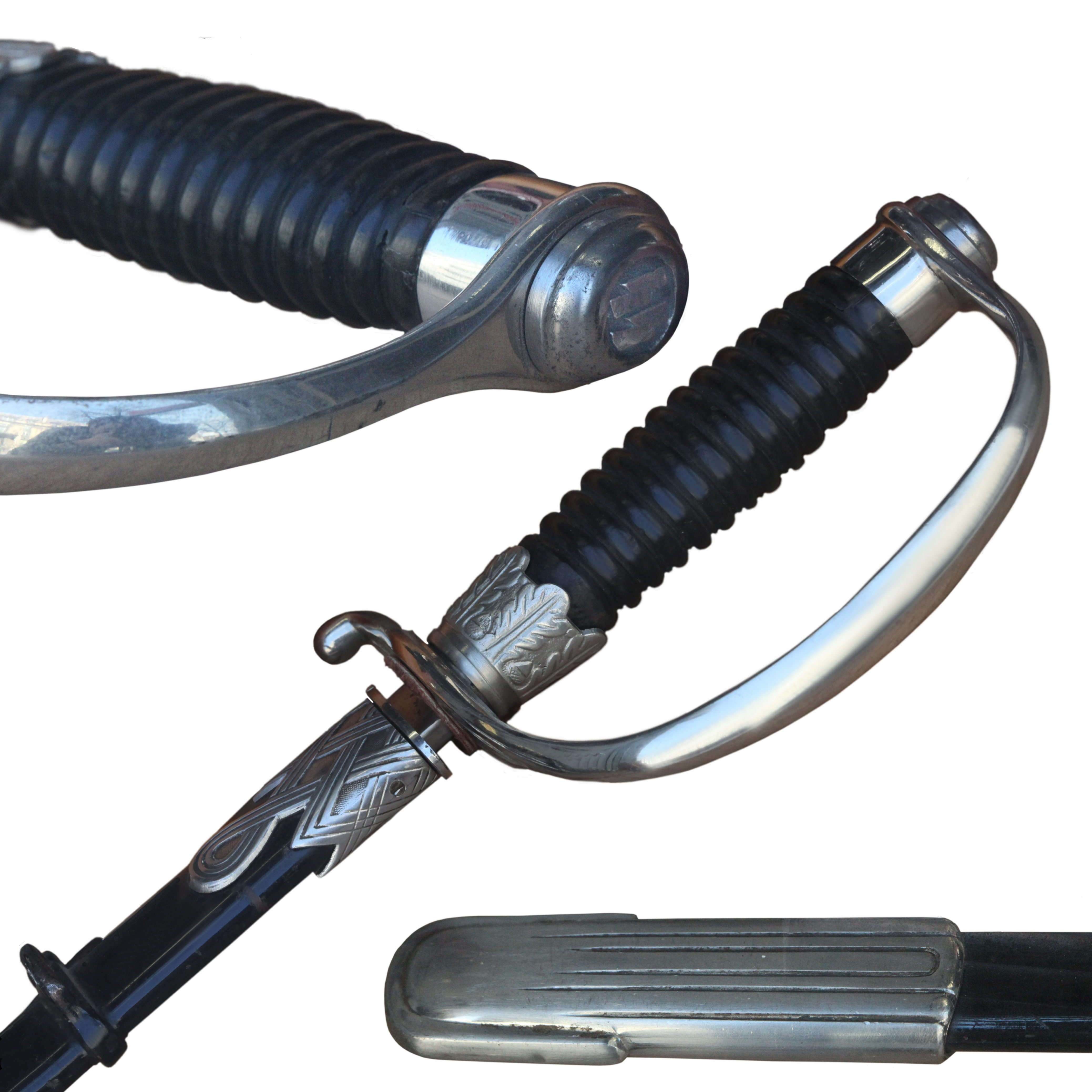
Tres vistas de una versión de una degen de suboficial: arriba, el signo SS en el pomo; en medio, las hojas de roble y el diseño rúnico del mango y la vaina superior; Parte inferior, la punta art decó de la vaina.

La Espada de Honor de las SS (en alemán: SS-Ehrendegen o SS-Degen) oficialmente Ehrendegen Reichsführer-SS, era un sable o espada recta, especialmente un espadín usado con el uniforme de las Schutzstaffel (SS) desde 1935 hasta 1945.
Presentado por primera vez en 1935, fue diseñado por el profesor Karl Diebitsch, un SS-Oberführer, que también fue el referente personal de Heinrich Himmler en todo lo referente al arte y diseño dentro de las SS. La degen fue fabricada originalmente por la firma Peter Dan. Krebs de Solingen, Alemania.

## Descripción
La espada tenía una cuchilla recta, larga y delgada producida en diferentes longitudes para adaptarse a la altura del usuario. La degen presentaba un nudillo-arco en forma de "D" (cruceta) como el mango que también presentaba una empuñadura de madera acanalada negra. La empuñadura estaba unida con alambre plateado y presentaba un disco insertado con las runas de doble rayo de las SS.
La vaina estaba esmaltada en negro y tenía monturas decorativas plateadas en la parte superior (medallón) y en la parte inferior (herraje). Fue usado con un nudo de espada de aluminio trenzado que fue embellecido con las runas de las SS en negro en el tallo.

## Concesión

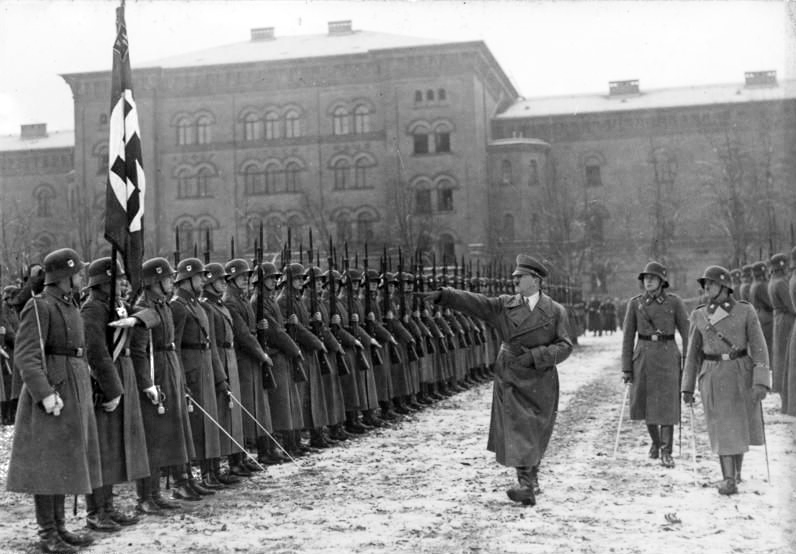
Desfile de 1935 en el que Adolf Hitler pasa revista a la SS Leibstandarte. Varias espadas y fundas de SS son visibles.

La degen oficial era o otorgada un certificado firmado a mano por Heinrich Himmler a los oficiales seleccionados de las SS-Verfügungstruppe y las SS-Totenkopfverbände en reconocimiento a su mérito especial. También fue otorgada a los oficiales que se graduaron en las SS-Junkerschulen en Bad Tölz y Brunswick.
La versión de suboficial era similar a la versión de oficial, pero la vaina tenía un herraje simple, sin adornos. El asa de la versión suboficial también carecía de la envoltura de alambre plateado y las runas SS se movieron del asa a la tapa del pomo.